# Красин (ледокол, 1976)
«Кра́син» — дизельный полярный ледокол мощностью в 36 000 л. с. (26,5 МВт).
Построен в 1976 году на Хельсинкской верфи «Wärtsilä» (Вяртсиля) по заказу В/О «Судоимпорт».
Это третий в серии из трёх ледоколов, построенных Финляндией по заказу Советского Союза — «Ермак» (1974), «Адмирал Макаров» (1975), «Красин» (1976).
Класс дизельных ледоколов примерно соответствует первому атомному ледоколу «Ленин».
До 1990 года этот ледокол работал в Мурманске, затем был переведён в порт Владивосток.
В 2005 году «Красин» был зафрахтован Антарктической программой США для открытия прохода к станции Мак-Мердо и проводки судна снабжения и танкера.
В 2011 году ледокол сыграл ключевую роль в спасательной операции в Охотском море.
До ноября 2016 года находился в составе флота Дальневосточного морского пароходства (ДВМП).

## Галерея

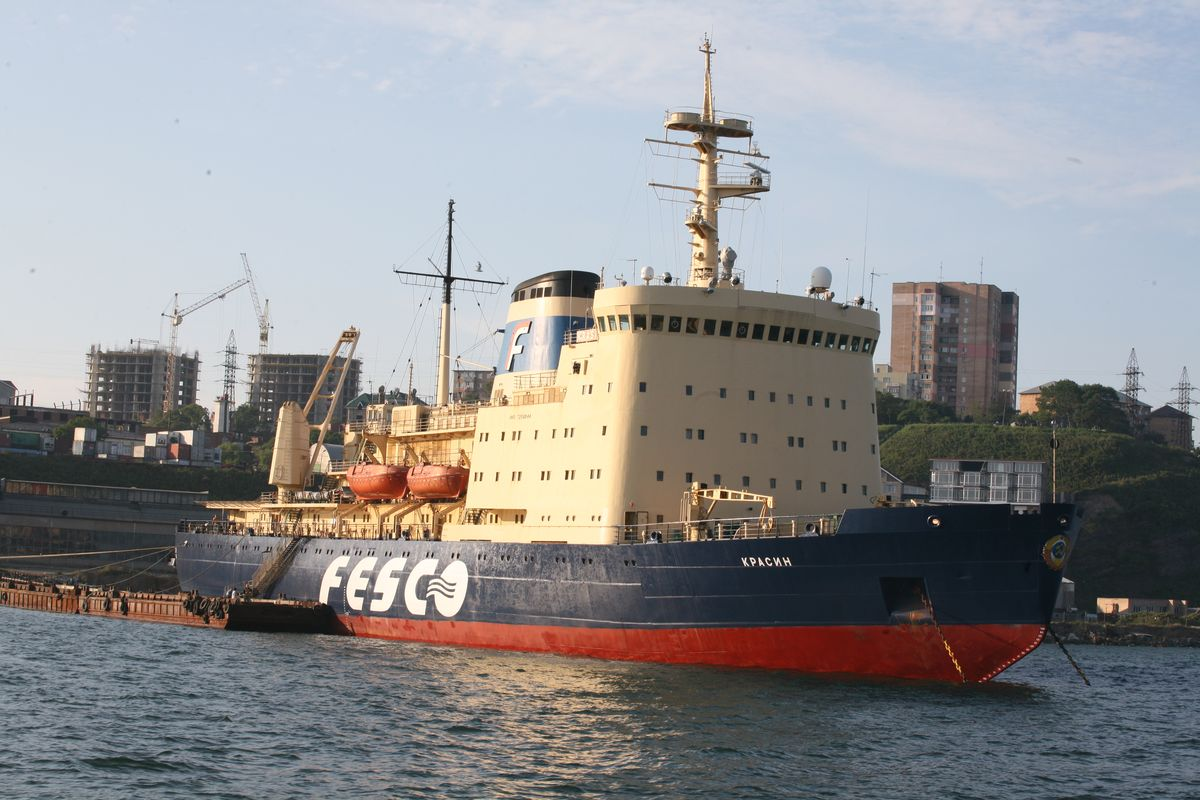
Ледокол Красин в родном Владивостоке
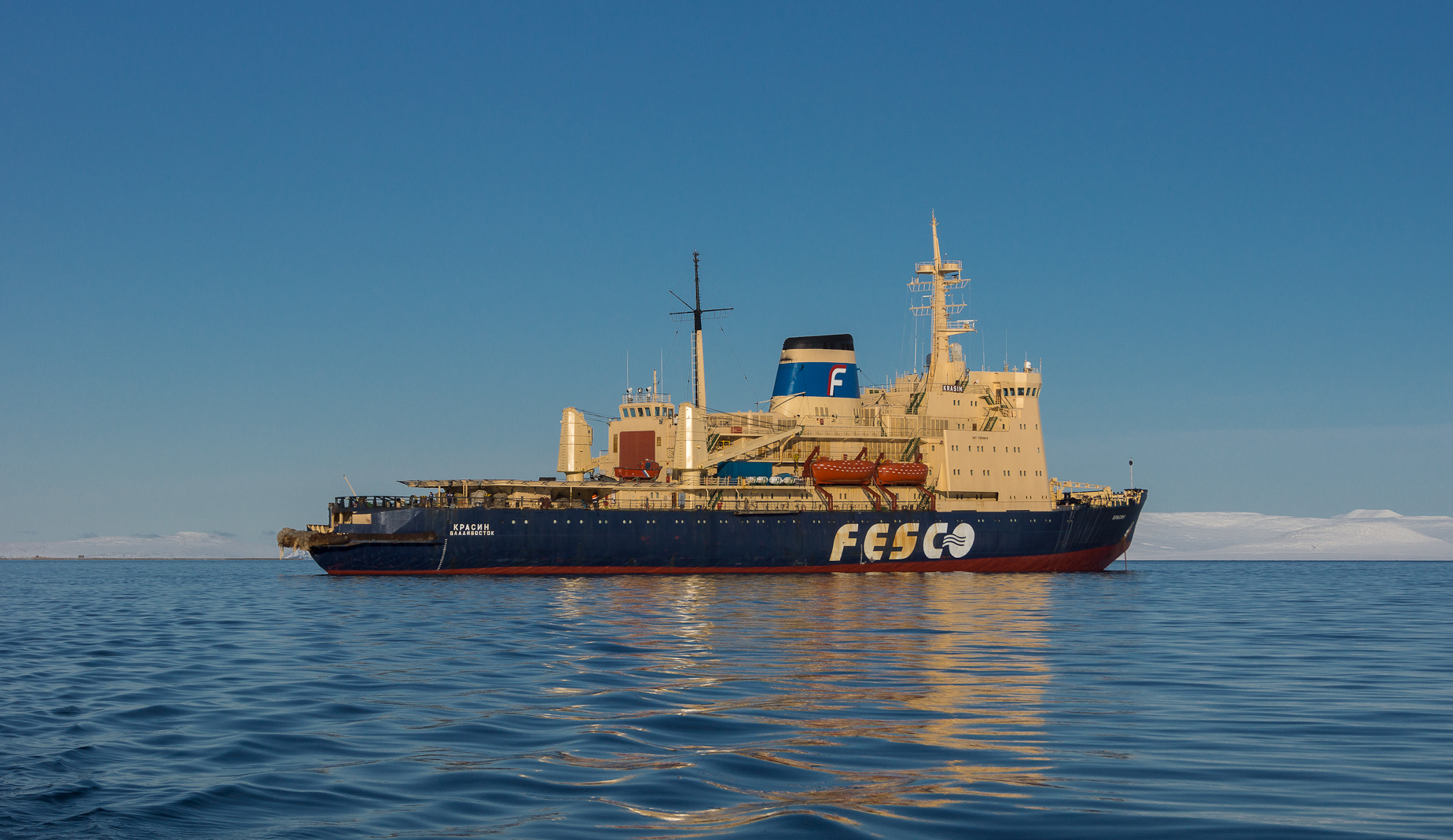
Ледокол Красин в проливе Певек осенью 2012 г.
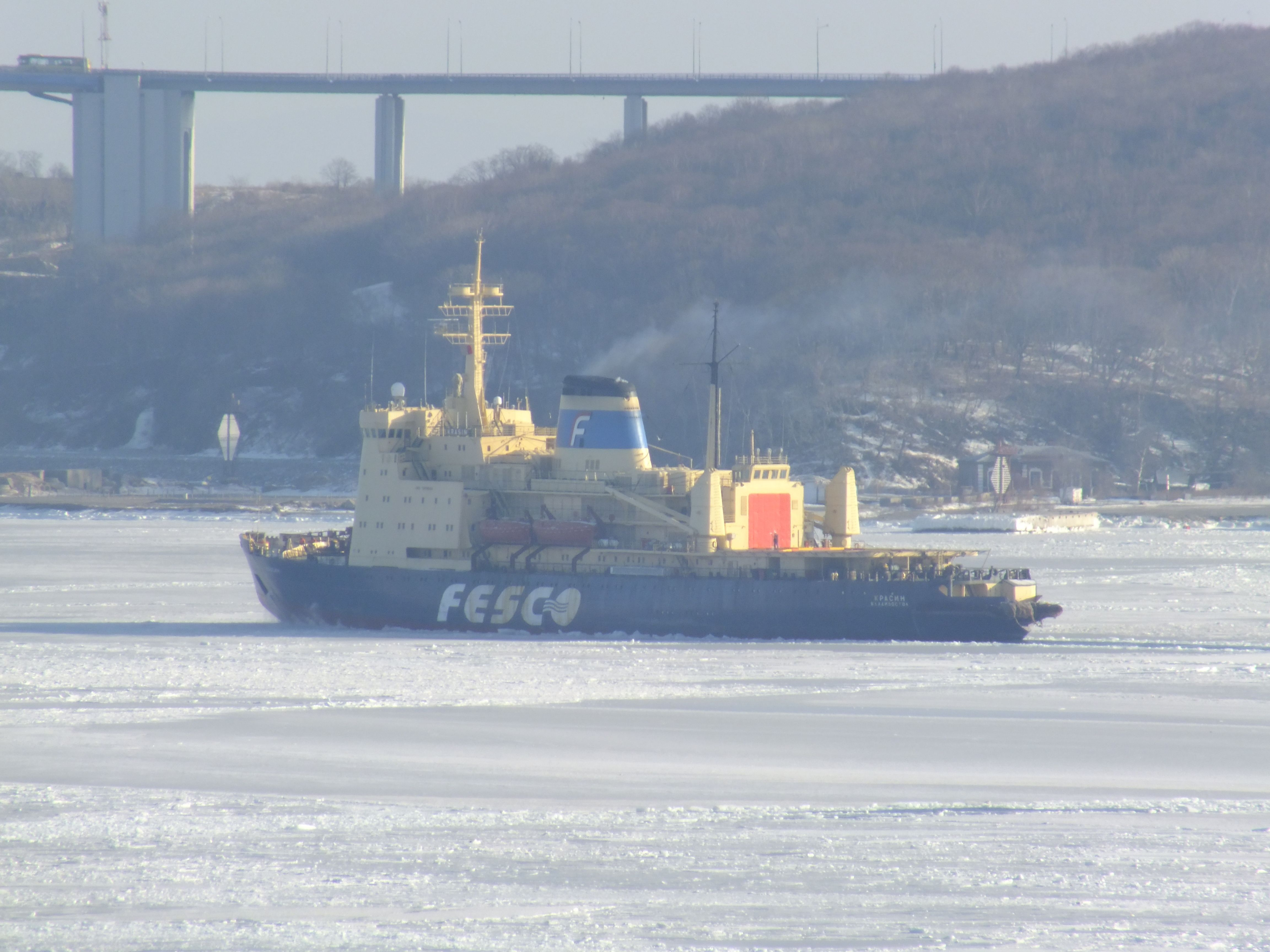
Ледокол Красин идёт проливом Босфор Восточный